# 克里斯蒂娜·阿吉拉

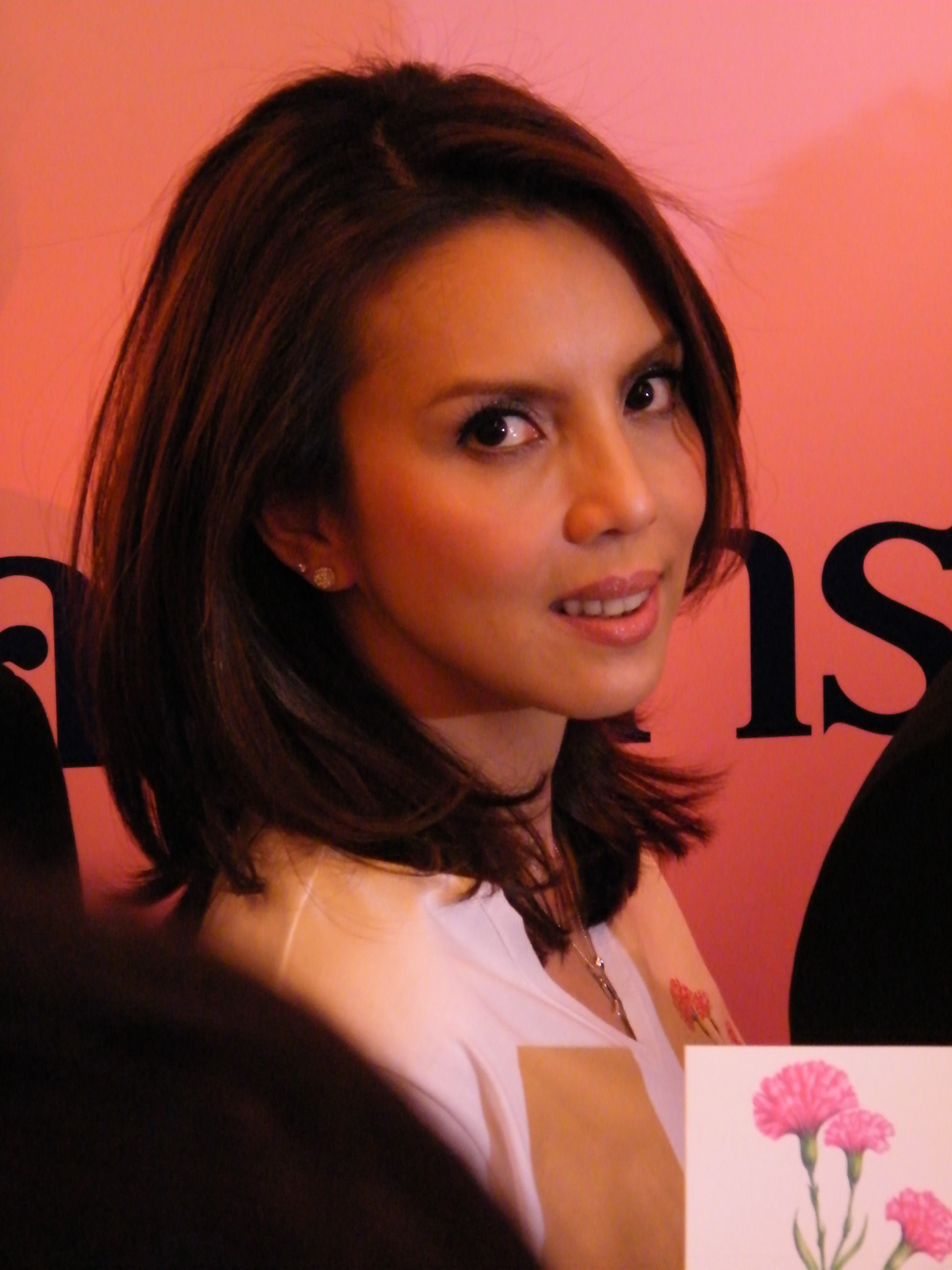
克里斯蒂娜·阿吉拉

克里斯蒂娜·阿吉拉（1966年10月31日—）是一位泰国歌手。 她的首张专辑获得白金认证，销量达100万张，克里斯蒂娜·阿吉拉也成為第一位獲得此成就的泰国女歌手。 她的第三张专辑销量达300万张，這張專輯銷量在所有泰國女艺人的专辑銷量中排第一 。 1992年，她获得MTV音樂錄影帶大獎。 